# Vrchnostenský úřední dům v Žarošicích
Vrchnostenský úřední dům v Žarošicích byl postaven roku 1699, nyní je nejstarší stavbou obce, po bitvě u Slavkova zde přenocoval císař František I.

## Historie

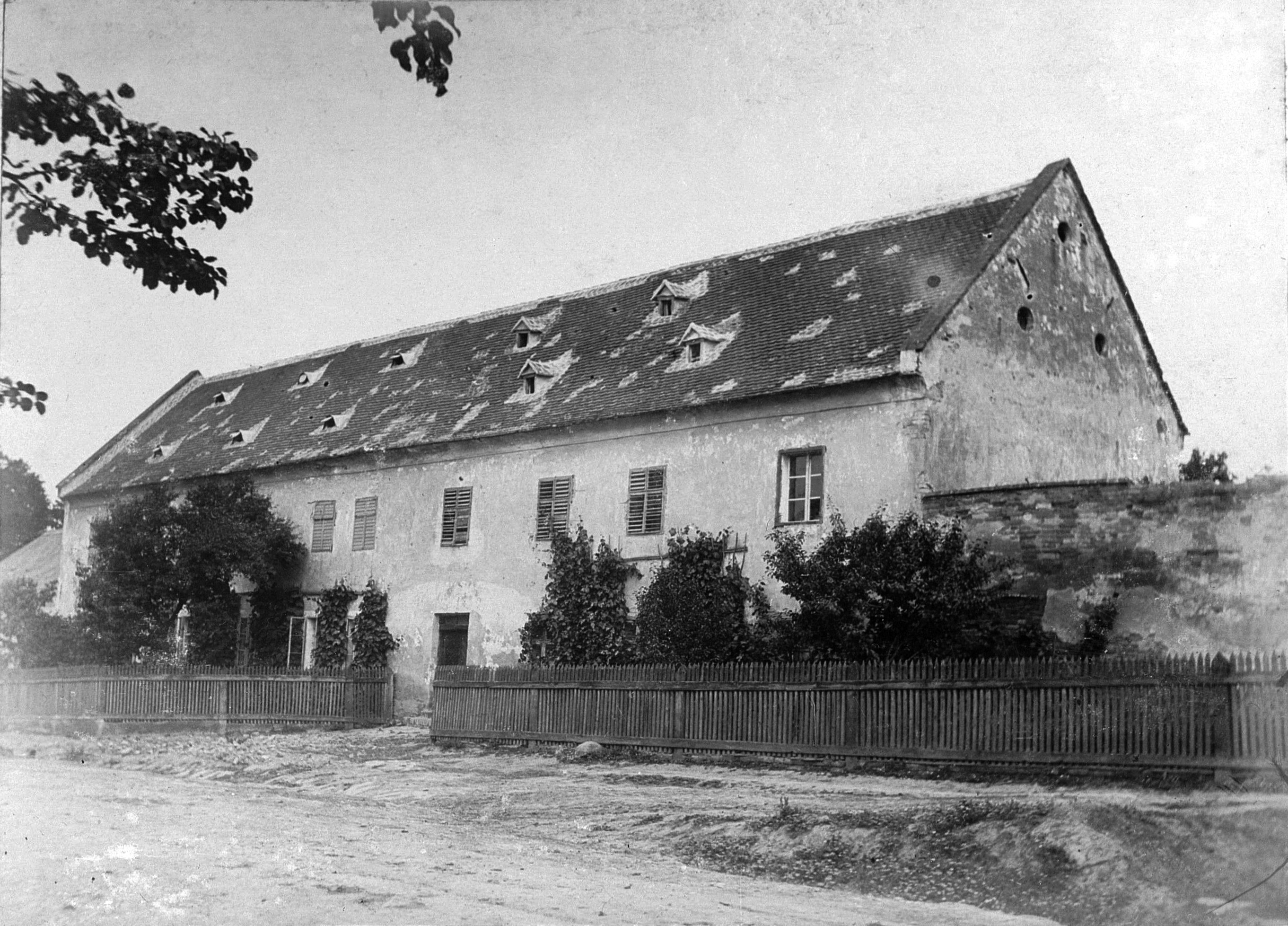
Vrchnostenský úřední dům č. 76 v Žarošicích

Vrchnostenský úřední dům, zvaný též „Zámeček“, byl majetkem cisterciáckého kláštera na Starém Brně, protože královna Eliška Rejčka (1288–1335) koupila Žarošice roku 1322. Zrušením starobrněnského cisterciáckého kláštera 18. března 1782 v důsledku reforem Josefa II. (1741–1790) skončilo více než 450 let vlády klášterní vrchnosti. Poté se Žarošice staly komorním statkem a v roce 1792 přešly pod patronát Náboženského fondu. Velký požár, který zachvátil Žarošice roku 1797, částečně poškodil i tuto správní budovu panství s klenutými místnostmi, proto byla přestavěna.   
Po bitvě u Slavkova v tomto domě přenocoval František I. (1768–1835). Josef Skulínek (1873–1948) – řídící učitel, varhaník, kronikář a čestný občan Žarošic – označil tuto událost ve vlastivědném sborníku „Na našem Slovácku, sv. IV., 1939“ za „nejpamátnější bod v historii Žarošic“. V roce 1810 zde měla vrchnost výrobu tužek; tuhové pisátka se nazývaly „plavajzny“. Dnešní podobu získal Vrchnostenský úřední dům roku 1820, kdy byl přestavěn na patrový, takže měl osm světnic a tři komory.   
Na základě kupní smlouvy ze dne 25. srpna 1825 přešel patronát Náboženské Matice na hraběnku z Lambergu Ernestinu Schaffgotschovou (1791–1858). Po její smrti zdědil panství žarošické a s tím i Vrchnostenský úřední dům její nejmladší syn (plk. v záloze) František Schaffgotsch (1829–1908), který ho 28. září 1858 prodal Aloisovi II. Josefu z Liechtensteinů (1796–1858). V témže roce však kníže Alois II. zemřel; od 12. listopadu se stal novým majitel Jan II. Josef František z Liechtensteinů (1840–1929), nejdéle panující evropský monarcha.  Do sféry vlastnictví výrazně zasáhla 1. pozemková reforma v nově vzniklém Československu. V roce 1925 koupil Vrchnostenský úřední dům – včetně žarošického statku spolu s  38 ha – Josef Frydrych (1880–1966), dosavadní správce statku knížete Jana II.   
Od roku 1932 sloužila jedna z přízemních místností (vlevo od vstupu) jako zkušebna žarošických ochotníků a smíšeného pěveckého sboru vedeného Karlem Frydrychem (1916–1978), který zde rovněž provozoval soukromou školu houslové hry. V dalších dvou přízemních místnostech (vpravo od vstupu) měl ordinaci obvodní lékař Vsevolod Lobov (1896–1963), a to v letech 1934–1958. Na půdě Vrchnostenského úředního domu byl uložen archiv listin z 18. a 19. století, který probádali historikové Jakub Vrbas (1858–1952), Antonín Kolek (1895–1983), dr. Rudolf Hurt (1902–1978) či místní kronikáři Josef Skulínek (1873–1948) a Václav Broukal (1894–1972). Za nacistické okupace poskytl Josef Frydrych v tomto domě útočiště významnému představiteli domácího odboje Josefu Grňovi (1897–1967), přezdívanému „Vlk“.   
Na základě notářského zápisu z 11. března 1948 postoupili manželé Josef a Olga Frydrychovi tuto nemovitost druhorozenému synovi Karlu. V souvislosti se změnou politických poměrů byly třípatrové půdní prostory od roku 1950 využívány jako sýpka nově vzniklého Jednotného zemědělského družstva 7. listopad Žarošice. K tomuto účelu družstevníci vybourali otvor nad vstupním vchodem pro skluzavku na pytle s obilím. Nemovitost přešla na stát na základě znárodnění v roce 1962. Po odstěhování Frydrychů, v září roku 1983, sloužila k ubytování zaměstnanců JZD a Moravských naftových dolů.   
Pád komunismu v roce 1989 umožnil částečné narovnání totalitních křivd. Vrchnostenský úřední dům byl v roce 1991 v restituci vrácen Karlu Frydrychovi (* 1951). Budova záhy našla uplatnění coby zkušebna smíšeného pěveckého sboru žarošické mládeže (1991–2009), noclehárna pro poutníky či depozitář Muzea obce Žarošice a Historicko-vlastivědného kroužku Žarošice. Ojedinělou událostí byla výstava obrazů brněnské malířky Jany Vytlačilové v roce 1992. Nyní[kdy?] stavba prochází rekonstrukcí.  

## Vrchnostenský úřední dům v obrazech
Vrchnostenský úřední dům namalovali:
- 28. května 1919 Josef Skulínek
- 12. června 1973 Marcel Poštulka
- duben 2004 Bohumil Schovanec

Fotografie Vrchnostenského úředního domu přinesly publikace:
- Ždánsko (1930, 2003) – Jakub Vrbas
- Z dějin Žarošic (1940) – Jakub Vrbas
- Bitva u Slavkova a Morava v letech 1805–1806  (2001) – František Kopecký
- Věstník Historicko-vlastivědného kroužku v Žarošicích č. 14 (2005)
- Věstník Historicko-vlastivědného kroužku v Žarošicích č. 15 (2006)
- Zmizelé a mizející staré Žarošice v kresbách, malbách a fotografiích. Historicko-vlastivědný kroužek Žarošice (2008)
- Věstník Historicko-vlastivědného spolku Žarošice č. 26  (2017)